# Campionati mondiali di trampolino elastico 2018
I Campionati mondiali di trampolino elastico 2018 sono stati la 33ª edizione della competizione organizzata dalla Federazione Internazionale di Ginnastica. Si sono svolti a San Pietroburgo, in Russia, dal 7 al 10 novembre 2018.

## Medagliere
| Posiz. | Nazione       | Oro | Argento | Bronzo | Totale |
| ------ | ------------- | --- | ------- | ------ | ------ |
| 1      | Cina          | 3   | 2       | 1      | 6      |
| 2      | Russia        | 2   | 0       | 3      | 5      |
| 3      | Canada        | 1   | 1       | 1      | 3      |
| 4      | Bielorussia   | 1   | 0       | 0      | 1      |
| 4      | Giappone      | 1   | 0       | 0      | 1      |
| 4      | Svezia        | 1   | 0       | 0      | 1      |
| 7      | Gran Bretagna | 0   | 2       | 0      | 2      |
| 8      | Stati Uniti   | 0   | 1       | 1      | 2      |
| 9      | Francia       | 0   | 1       | 0      | 1      |
| 9      | Portogallo    | 0   | 1       | 0      | 1      |
| 9      | Spagna        | 0   | 1       | 0      | 1      |
| 12     | Argentina     | 0   | 0       | 1      | 1      |
| 12     | Australia     | 0   | 0       | 1      | 1      |
| 12     | Messico       | 0   | 0       | 1      | 1      |
| Totale | Totale        | 9   | 9       | 9      | 27     |

## Podi

### Uomini
| Evento                | Oro                                           | Argento                                 | Bronzo                               |
| Individuale           | Gao Lei                                       | Dong Dong                               | Andrey Yudin                         |
| Sincronizzato         | Bielorussia Uladzislau Hancharou Aleh Rabtsau | Francia Sébastien Martiny Allan Morante | Australia Ty Swadling Dominic Clarke |
| Doppio minitrampolino | Mikhail Zalomin                               | Ruben Padilla                           | Lucas Adorno                         |
| Tumbling              | Vadim Afanasev                                | Elliott Browne                          | Zhang Kuo                            |

### Donne
| Evento                | Oro                             | Argento                                  | Bronzo                                    |
| Individuale           | Rosannagh MacLennan             | Zhu Xueying                              | Jana Pavlova                              |
| Sincronizzato         | Giappone Hikaku Mori Megu Uyama | Canada Rosannagh MacLennan Sarah Milette | Messico Dafne Navarro Loza Melissa Flores |
| Doppio minitrampolino | Lina Sjöberg                    | Melania Rodríguez                        | Kristle Lowell                            |
| Tumbling              | Jia Fangfang                    | Shanice Davidson                         | Viktoriia Danilenko                       |

### Misto
| Evento                      | Oro                                                                                                   | Argento | Bronzo |
| Concorso generale a squadre | Cina Dong Dong Feng Baoyi Gao Lei Jia Fangfang Tu Xiao Zeng Linglong Zhang Kuo Zhu Shouli Zhu Xueying | Portogallo Diogo Abreu Mafalda Brás Mariana Carvalho Diogo Carvalho Pedro Ferreira Diogo Ganchinho Nicole Pacheco Raquel Pinto Diogo Vilela | Canada Jason Burnett Jérémy Chartier Michael Chaves Jake Cranham Zoe Hipel Rosie MacLennan Sarah Milette Laurence Roux Jon Schwaiger |